# Bürohaus Herrlichkeit 1
Das Bürohaus Herrlichkeit 1, auch Bürohaus Wuppesahl, in Bremen - Neustadt, Ortsteil Alte Neustadt, auf dem Teerhof, Herrlichkeit 1, gehört zu den bedeutenden Bremer Bauwerken.

## Geschichte

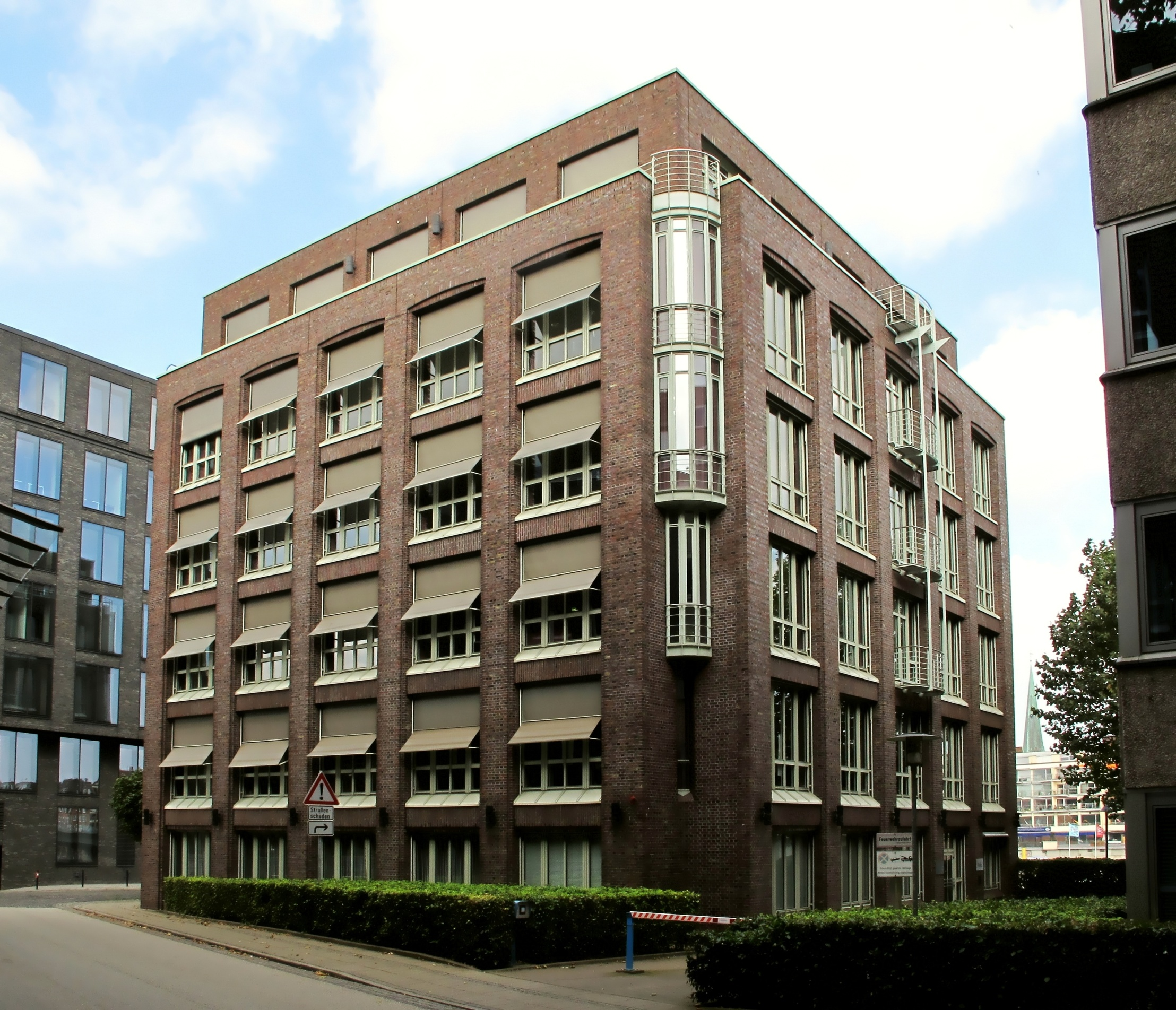
Bürohaus Herrlichkeit 1, heute Niederlassung der Willis GmbH & Co. KG

Auf dem kriegszerstörten Teerhof war die Versicherungsbörse von 1967 – ein 5- und 10-geschossiger, kubisch gegliederter Baukomplex mit umlaufenden Fensterbändern entworfen von Martin Zill mit Eberhard Kaiser – der einzige Neubau zwischen den beiden Weserbrücken. Für die weitere Teerhofbebauung fand 1978 ein Architektenwettbewerb statt. Erst ab 1991/92 wurde der Teerhof dann wieder weitgehend bebaut und der erste größere Abschnitt 1995  vollendet.
Das Bürohaus Wuppesahl für das Unternehmen C. Wuppesahl Finanzversicherungsmakler an der Kleinen Weser wurde danach von 1995 bis 1998 nach Plänen des „Nachfolgebüros“ Zill, der Architektengruppe Harm Haslob, Peter Hartlich und Klaus Schütz (Bremen) gebaut. Ein markanter fünfgeschossiger Solitär aus dunklen Klinkersteinen mit einem Staffelgeschoss und einen flachen Zeltdach prägt die Seite der Kleinen Weser und vermittelt zwischen dem höheren Versicherungsbau und der niedrigen Wohnbebauung.
Der architekturführer bremen schreibt dazu: „Das 1998 fertiggestellte langgestreckte Bürohaus an der Kleinen Weser überzeugt vor allem an seiner Südseite, wo der Uferweg an der Kleinen Weser mittels einer Arkade spannungsvoll in das Bauwerk aus dunklen Klinkersteinen integriert wurde.“
Der Weser-Kurier schrieb am 8. Januar 1992: „Unsere altehrwürdige „Wasserkommode“ – nun hat sie eine Schwester bekommen. Etwas feiner und kleiner in ihren Maßen, doch trotz des Altersunterschiedes von knapp 120 Jahren von unübersehbarer Ähnlichkeit.“ Eberhard Syring erläutert dazu: „Man kann eine besondere Balance in dieser Architekturhaltung bemerken, eine Balance zwischen Zurückhaltung und Präsenz, zwischen historischen und modernen Bezügen, zwischen Bildhaftigkeit und Abstraktion.... Sei es das Prinzip der Miniaturisierung, das Haslob und Hartlich anwandten, als sie das Wuppesahl‐Gebäude auf dem Teerhof als kleinen Bruder des Wasserturms inszenierten. Ein Motiv, auf das Ungers verschiedentlich zurückgegriffen hat“.
Auch heute (2014) wird das Gebäude für Bürozwecke der Dienstleister genutzt.